# Hate the Other Side
«Hate the Other Side» es una canción del rapero estadounidense Juice Wrld y el productor Marshmello con Polo G y el cantante australiano The Kid Laroi. Se lanzó el 10 de julio de 2020, como parte del tercer álbum de estudio póstumo de Juice, Legends Never Die.

## Composición
Marshmello se encarga de la producción impulsada por la guitarra, seguida de una "autopista de cuatro carriles" para que Juice, mientras Laroi y Polo G se dejen llevar hacia el ritmo. Construida alrededor del coro desgarrador de Juice, se sincera sobre el dolor de "tratar de equilibrar el amor por sus seres más cercanos y seguir generando ingresos".

## Visualizador
En el visualizador aparece el artista David Garibaldi pintando retratos de Juice, Marshmello, Laroi y Polo G. Fue dirigido por Ricky Yee. 

## Rendimiento del gráfico
La canción debutó en el puesto número diez del Billboard Hot 100, siendo la octava entrada entre los diez primeros de Juice Wrld y la tercera de Marshmello; también se convirtió en la canción de Polo G y Laroi con la posición más alta en ese momento. También debutó en el puesto número 12 en Canadá y el número 15 en Australia.  

## Créditos y personal
Créditos adaptados de Tidal. 
- Jarad Higgins – voz, composición y escritor
- Marshmello – composición, producción y escritor
- Charlton Howard – voz y escritor
- Taurus Bartlett – voz, composición, remezclas, personal de estudio
- Nyles Hollowell-Dhar – escritor
- David Lynn Moody – escritor
- Manny Marroquin - mezcla, personal de estudio
- Chris Galland – asistente de mezcla, personal de estudio
- Jeremie Inhaber – asistente de mezcla, personal de estudio
- Robin Florent – asistente de mezcla, personal de estudio
- Max Lord - ingeniero, personal de estudio
- Tatsuya Sato - masterización, personal del estudio

## Posicionamiento en las listas
| lista (2020)                              | posición |
| ----------------------------------------- | -------- |
| Australia (ARIA)                          | 15       |
| Canadá (Canadian Hot 100)                 | 12       |
| República Checa (Singles Digitál Top 100) | 63       |
| Grecia (IFPI)                             | 48       |
| Lituania (AGATA)                          | 83       |
| Nueva Zelanda (Recorded Music NZ)         | 27       |
| Portugal (AFP)                            | 92       |
| Suecia (Sverigetopplistan)                | 54       |
| Suiza (Schweizer Hitparade)               | 86       |
| Estados Unidos (Billboard Hot 100)        | 10       |
| Estados Unidos (Hot R&B/Hip-Hop Songs)    | 8        |
| Estados Unidos Rolling Stone Top 100      | 6        |

| Chart (2020)                                     | Position |
| ------------------------------------------------ | -------- |
| Estados Unidos Hot R&B/Hip-Hop Songs (Billboard) | 98       |